# 天堂 (遊戲)
《天堂》（原意為「世族」）是韓國網路高科技公司NCsoft開發的中世紀奇幻風格的大型多人線上角色扮演遊戲（MMORPG），《天堂》在韓國、台灣、中國大陸、美国、香港、东南亚、日本和欧洲都非常受歡迎，遊戲改編自韓國漫畫家申一淑的同名漫畫。
天堂最早自1998年9月起於韓國開始營運，第一款採用攻城戰系統的線上遊戲，《天堂》結合了戰略遊戲的競爭與角色扮演遊戲的角色成長，體現充滿臨場感的虛擬現實，台灣在2000年推出時以「實現你平常不敢做的事」為口號，吸引許多玩家。
《天堂》支持玩家互動。其中包括血盟系統，為同一血盟的成員提供獨立的分享空間、訊息系統以及輔助魔法。此外，每位玩家除了合作、競爭、戰鬥以外，還可以體驗政治、經濟、文化等。其中，圍繞城堡展開激烈的攻防戰是《天堂》獨有的特色。

## 遊戲內容
遊戲劇本以申一淑的原作為底本，同時採用奇幻小說和經典角色扮演遊戲的基本規則，使它具有區別於原著的獨特之處。天堂的原作漫畫在台灣譯為「紅獅傳說」，最初由大然文化代理中文版。後來版權轉移，更名為「天堂」，但皆出版至第7冊為止。
故事以主角特羅斯王子為報殺父之仇並奪回喪失的王權而率領一群守護騎士回到自己的出生地「亞丁王國」為開始。《天堂：The Blood Pledge（血盟）》以特羅斯王子打敗反王，重新登上王座為故事情節。《天堂：The Cross Rancor（交織的仇恨）》則把反王與地下世界的黑暗精靈聯手挑起復仇之戰作為主要內容。

### 故事

#### 首部曲「The Blood Pledge」
故事發生在黑魔法與白魔法盛行的時代，這是個王族、騎士、魔法師與精靈的神話世界，有著無數的白日，存在著正義與邪惡，以及被扭曲的亞丁王國。
被亞丁王國放逐的年少王子－特羅斯，效忠自己的血盟騎士引導下，展開一場正義與邪惡的真理之戰，並逐步邁向打倒繼父－反王肯恩的復國之路。背負著「王」之命運的特羅斯，返回亞丁的途中，竟遇到心目中的女神－月光仙子歐薇，並為她傾心不已；而另一方面，特羅斯王子指腹為婚的未婚妻依詩蒂竟也女扮男裝與他同行，不知情的特羅斯又將如何處理這兩段纏繞不清的愛情？
天堂首部曲以血盟為主軸，描述著以國仇家恨，編織出來的愛情故事。

#### 二部曲「The Cross Rancor」
特羅斯王子成功打倒反王肯恩，揭開二部曲的序幕。戰敗的反王肯恩在逃亡時，遇到了一百五十年前曾在地面上生存、卻被趕出地面的黑暗精靈。
此時，黑暗精靈為了報復創造之神「殷海薩」的詛咒，組織了獨一無二的「刺客軍團」。這兩股強大的黑暗勢力結合，在破壞神「格蘭肯」的領導下，企圖以狄亞得要塞為據點，再次血洗侵略亞丁……特羅斯王子該如何再度凝聚血盟的力量，捍衛亞丁並摧毀拉斯塔巴德呢？

#### 三部曲「Eternal Life」
一切的開始起源於異界統治者吉爾塔斯打破時空裂痕並讓闇龍——哈爾巴斯甦醒；哈爾巴斯在甦醒後遺忘了龍的記憶，且為了找回原有的力量，開始尋找傳說中能帶來無限生命力的「生命之樹」。
此時，反王肯恩得知哈爾巴斯復活的消息，便將此消息告訴火焰之影，同時也告訴他，若要完全阻止哈爾巴斯，魔族必須找到傳說中的「生命之樹」，得知消息的火焰之影立刻下令不死魔族組成部隊派到亞丁王國並與龍族聯合一起尋找「生命之樹」。

## 角色

### 神祇
- 主神祇

- 創造之神 殷海薩

全身散發著光芒，有著女性的外表的神祇，世上最初之物皆由她所創造，掌管的屬性為「光」。
- 破壞之神 格蘭肯

全身籠罩著黑暗，有著男性的外表的神祇，世上萬物的終點皆由他毀滅，掌管的屬性為「暗」，在席琳來掌管死亡後，不再毀滅萬物。看著自己的孩子們創造了不同的種族，心裡一癢，就拿孩子們創造生物的四種元素的殘渣創造出「人」，但因為無用途又被嘲笑，所以就不再理會這醜陋的生物。
- 次神祇

- 火神 帕格立歐

為格蘭肯和殷海薩所生的大兒子，掌管的屬性為「火」，創造了驍勇善戰的「獸人」。
- 地神 馬普勒

為格蘭肯和殷海薩所生的二女兒，掌管的屬性為「地」，創造了精打細算的「矮人」。
- 風神 沙哈

為格蘭肯和殷海薩所生的二兒子，掌管的屬性為「風」，創造了愛好自由的「翼人」。
- 水神 伊娃

為格蘭肯和殷海薩所生的小女兒，掌管的屬性為「水」，其大姐席琳創造了善於思考的「精靈」，後來由她接管此地位。
- 其他神祇

- 死神 席琳

為格蘭肯和殷海薩所生的大女兒，掌管的屬性為「死亡」， 起初掌管「水」的她，因與父親偷情導致殷海薩的憤怒，而被逐出神界，懷著身孕滿心悲憤的她，最後生出了復仇心重的「魔族」，其中最強大的就是「龍」，但在與神的戰爭失敗之後，看著自己孩子紛紛死亡，在傷心之餘她創造了死亡世界，讓萬物死後都到這個世界來。

### 其他角色
- 王族（Prince）

王族為了拿回他所失去的王國，他隱藏身份，集合志同道合的盟友，為了一場無可避免的戰鬥，正在醞釀著一股強大的力量。雖然王族的戰鬥能力劣於騎士，也無法像魔法師般施展高級的魔法，但是，他擁有高貴不凡的領導力和名望，這可是其他人所無法辦到的事情。
- 騎士（Knight）

騎士的目的是要增加戰鬥力，幫助王族推翻腐敗的君主，騎士擁有強大的力量，並且可以裝備最多種類的武器和防具的職業。
- 妖精（Elf）

妖精在亞丁王國中央東方的妖精森林裡繁衍生存著，遠離人類的習性讓牠們的生活顯得原始，但是，有時卻又得和人類入侵者進行交涉，所以有關人類的問題，都需依照世界主宰－「殷海薩」的意願來決定。因為他們知道自己的命運、瞭解人類，所以更加關心同族，對於來犯的異族會毫不猶豫地進行殺戮，妖精比起其他種族能力是最平衡的；能使用多種類的武器裝備和魔法，然而這樣的力量卻引起其他種族的忌妒。
- 魔法師（Wizard）

魔法師世界上每天都有一群富有學識的人在學習著兩大互相敵對神祇的魔法，那就是——「殷海薩」的正義魔法和「格蘭肯」的邪惡魔法，他們非常瞭解關於神學的事物，但是他們並不信奉任何的神。
- 黑暗妖精（Dark Elf）（二部曲光與影版本新職業）

創造之神殷海薩所創造的生物擴散到遙遠的荒蕪之地，其中，神聖種族「妖精」擁有特殊的外貌與高智能，是所有創造物中最優秀的。但在社會的不協調下，妖精與人類之間開始戰爭，妖精喜好自然，想與自然融合共存，而人類對妖精進行殘忍的攻擊，妖精只好逃到森林裡。後來有些妖精開始不管人類的善惡，認為妖精也要具備接受發展的開放性，於是他們違反造物主殷海薩，開始追隨破壞神格蘭肯。這些妖精順從格蘭肯之意，將皮膚染為黑色，世界便將這些恐怖的存在稱為「黑暗妖精」。
- 幻術士（Illusionist）（三部曲時空裂痕版本新職業）

很久以前，在平息炎魔的叛亂後，死亡女神席琳奉上自己的力量，陷入沉睡中，跟隨席琳的魔族也離開魔界進入「時空裂痕」並過著自己的生活，但因為吉爾塔斯的強大力量，使進入「時間裂痕」魔族住處出現在亞丁世界。為了防止敵人的侵入同時方便移動，他們利用特有的魔力把住處以島的狀態漂浮在空中，當他們得知闇龍哈爾巴斯即將闖入亞丁世界，且火焰之影也下令阻止闇龍哈爾巴斯的事情後，他們也將出現在亞丁世界，為守護「生命之樹」而戰。這群魔族，因為擁有支配意向的神奇力量，我們稱他們為「幻術士」。
- 龍騎士（Dragon Knight）（三部曲時空裂痕版本新職業）（天堂M為龍鬥士）

與上界的戰鬥之中戰敗的光龍奧拉奇里亞與他的孩子也是他的守護騎士「龍人族」一起隱居在亞丁世界沒有人煙的深山中；但是，當奧拉奇里亞的母親死亡女神席琳平息炎魔的叛亂並奉上她的力量進入沈睡後，失去自我的奧拉奇里亞帶領著龍人族離開亞丁移居到新的地方居住。原本順從席琳的魔族因獲得哈爾巴斯的消息，且為了牽制闇龍哈爾巴斯尋找生命之樹，火焰之影的部下因此闖入了亞丁世界，席琳為了保護生命之樹，安排他子女中賢明的守護神光龍奧拉奇里亞一同協助阻止生命之樹受到傷害。:當奧拉奇里亞及龍人族得這一個消息後，為了完成這項任務，離開了他們原本的故鄉來到亞丁世界，並使用他們的魔法與特殊的武器，一同守護正義，這群人，我們稱他們為「龍騎士」。
- 戰士（Warrior）（7.0悍勇戰魂版本新職業）（天堂M為狂戰士）

亞丁大陸有體能強悍優越一般人來的種族，他們對於擔任伊娃女神的守護角色自豪，大家都稱呼為伊娃的神聖部隊。在法利昂侵略海音王國的滅亡危機中，由於他們的活躍而成功封印了法利昂。但因憂慮這些勇猛戰士們侵害到自身權力的海音王，卻以無法消滅法利昂為由而驅逐他們。伊娃神聖的部隊散落在各處，隱藏他們的過去種族的歷史以及戰鬥技巧。但血會記得過去的生存方式，強悍的體力依然存在於他們後代的基因中。被驅逐的他們想要回到海音，隨著時間的累積，危機再度造訪海音，他們的存在與這段歷史將再度讓海音的人民想起。他們就是天堂第八個職業-戰士。
- 劍士（Swordman）（天堂Remastered新職業）

因艾爾摩大戰慘遭滅國的古代遺族：在荒蕪的血山中，依靠著生命之樹的永生力量以及帕格立歐的永恆之火，艱難而勇敢地生存下去，歷經數百年後，他們成為了生命之樹的守護者；為了消滅復活的暗黑龍哈爾巴斯，王子特羅斯隻身前往血山尋找生命之樹守護者的首領；生命之樹守護者的首領原先拒絕援助王子特羅斯，並憤慨地說哈爾巴斯與你們的戰爭，我們卻無辜遭連累成為受害者，當我們的城池遭攻擊時，也不見你們前來援助；但王子特羅斯仍不斷地祈求原諒，最後感動了生命之樹守護者的首領，最終決定派兵援助；於是劍士前往亞丁大陸...
- 黃金槍騎（天堂Remastered新職業）

曾貴為黃金之鷹的精銳騎士，但在反王肯恩掌權後便從黃金之鷹引退，靜靜地過著隱居的生活。這次，響應特羅斯的召喚，他們再次回到了戰場...
- 閃光聖騎（天堂Remastered新職業）

- 槍手（Gunman）（天堂M原創新職業）

- 暗黑騎士（Dark Knight）（天堂M原創新職業）

- 神聖劍士（Holy Swordsman）（天堂M原創新職業）

- 死神（天堂M原創新職業）

- 雷神（天堂M原創新職業）

- 魔劍士（天堂M原創新職業）

- 修羅（天堂W原創新職業）

- 魔鬥士（天堂W原創新職業）

- 聖騎士（天堂W原創新職業）

- 羅剎（天堂W原創新職業）

## 系統要求
| 天堂Remastered建議配備 | 天堂Remastered建議配備              |
| ---------------------- | ----------------------------------- |
| 作業系統               | Windows 10 64bit以上                |
| 中央處理器             | i5 3.2Ghz以上                       |
| 主記憶體               | 8G以上                              |
| 顯示卡                 | Nvidia GeForce GTX 1050Ti 4GB或以上 |
| 音效卡                 | DirectX 相容音效卡                  |
| DirectX                | DirectX 9.0c以上                    |
| 硬碟空間               | SSD 30G以上                         |

## 營運概況

### 韓國
天堂最早自1998年9月起於韓國開始營運，第一款採用攻城戰系統的線上遊戲，《天堂》結合了戰略遊戲的競爭與角色扮演遊戲的角色成長，體現充滿臨場感的虛擬現實。NC官方公佈當地遊戲會員為一千萬人(佔了該國五千萬人口的5分之1)，一共有49個伺服器（目前31個伺服器），其中3個為No-PVP伺服器。

### 臺灣
在2000年7月1日推出時以「實現你平常不敢做的事」為口號，吸引許多玩家。現今臺灣天堂會員數超過900萬人，全盛時期之最高同時上線人數曾經高達20萬人，此紀錄為臺灣線上遊戲史上的第二名；當年的網路咖啡廳天堂熱潮已消退，但手機版天堂天堂M已恢復往年遊戲熱潮，許多電腦版玩家由於橘子公司2010年至2018年止不斷舉辦發售高價格新裝備的活動無法負擔高額費用而離開遊戲，伺服器數量也剩下少數幾個，但是還是隨時會有老玩家回流遊戲，堪稱臺灣最長壽的線上遊戲之一。
天堂每年皆為遊戲橘子創造巨大的利潤，甚至在早年帶動臺灣家庭ADSL普及率。但代理商面對網路交易紛爭採取消極態度，導致批評聲不斷，甚至被行政院消費者保護委員會列為「高風險產品」。
在2009年時空裂痕改版以前臺灣天堂約有40個月費伺服器，當時即使練功機器人等外掛猖獗，每個月費伺服器仍然有4000位至5000位玩家在線。但2010年起遊戲橘子公司開始向玩家販售需要以新臺幣購入的強力裝備(通稱台幣裝)，這些裝備的附加能力比天堂遊戲裡內建的裝備還要高很多，嚴重破壞了玩家與玩家之間的平衡性，甚至2014年起每個月限定販售的強力裝備最低消費金額需要新臺幣7000元以上，而且遊戲橘子公司為了要售出這些裝備，甚至在不告知玩家的情況之下大幅調整NPC怪物的能力，導致許多經濟上不是很富裕的玩家無法負擔龐大費用又無法在遊戲內生存而決定退出遊戲，加上因為在遊戲早期十年內(2000年-2010年)遊戲橘子有發行許多天堂當時最新改版資訊的攻略本、Talker、漫畫趴趴走並附贈些許贈品，而Talker與漫畫趴趴走兩種書刊的重量大小恰恰好可以墊在泡麵上面，這些靠強力裝備生存的玩家被大部份的天堂玩家戲稱為泡麵臺幣戰士(現實靠吃泡麵維生，其他金錢全拿來買天堂裝備)，遊戲橘子的販賣高額裝備、大富翁轉盤抽抽樂、限定數量的高級裝備與道具等活動政策，也因為讓願意參加活動的玩家在付費之後不一定能取得自己想要的裝備及道具，導致2014年起玩家大量流失、而不得不大量合併月費與免費伺服器自食惡果，許多過往發售的台幣裝也逐漸放在遊戲裡的NPC可以讓玩家收集材料製作，但是這些台幣裝已經取代許多原本原廠設定的內建裝備，使得目前留下來的玩家認為內建裝備價值不如台幣裝，遊戲橘子公司只想從玩家中賺大錢而不顧玩家遊玩遊戲感受與不顧及遊戲品質，此與天堂M經營方式相同，為玩家所詬病的原因，玩家較喜愛的活動為付費後可以快速升級的隱谷活動。
而遊戲橘子在2014年2月20日開啟免費登入天堂遊戲的免費專用伺服器，開放免服隔天巴哈姆特天堂哈拉板人氣高達66萬，免服特點為依玩家購買Vip制度等級不同、該等級服務內容也不同；2017年9月21日起開放與韓方同步更新版本之國際服，需月費新臺幣660元且禁止所有外掛、並且可以讓玩家錄影檢舉外掛玩家封鎖帳號7天、嚴重者甚至永久停止使用，但因為國際服改版Remastered之後新增PSS內掛系統導致玩家不確定橘子是否繼續執行此政策；2020年1月9日起國際服正式與韓國原版同步完全免費制（實為2019年12月20日威頓伺服器開放後國際服全部可免費登入）；2017年11月8日起月免服常駐能快速升至90級的NPC貝爾教官；2019年8月8號國際服正式改版重製版高清天堂R。
臺灣地區天堂因為遊戲橘子2010年起大量向玩家販售只能以新臺幣購入的強力裝備，又因為私服數量增多使得大量天堂玩家被私服瓜分，遊戲人數減少接著大量合併月服與免服伺服器，月費服、免費服、國際服至2025年5月29日為止一共有13組伺服器，包含有3組月費PVP伺服器（太陽神、愛神、勝利女神）、1組月費Non-PVP伺服器（天神）、5組免費PVP伺服器（吉爾塔斯、安塔瑞斯、曼波兔、哈爾巴斯、遺忘之島特化）、1組免費Non-PVP伺服器（殷海薩）、3組國際服PVP伺服器（沙哈、伊娃、夢幻之島特化），遊戲橘子曾有為天堂免費伺服開放海露拜、蕾雅、史雷佛、巴列斯、黑長者、飛龍、不死鳥、克特，國際服為海音、燃柳、風木、歐瑞等12組伺服器的計畫但未開放。

### 香港
香港地區天堂遊戲在2000年正式推出，由當時人氣女歌手梁詠琪出任代言人，因其簡單完善的介面及操作，旋即熱爆網上遊戲世界。全盛期有五千人同時在缐。原本有太陽神(約1000多人)和愛神(約200人)兩個伺服器，曾經有開第三個伺服器勝利女神的計畫但後來沒有開啟，後來又只剩下太陽神一個伺服器。
香港地區遊戲橘子客服中心已於2017年4月12日停止營運，由台灣遊戲橘子客服中心替代香港玩家辦理。

### 中國大陸
天堂在中國大陸由新浪樂谷引進，但目前遊戲轉歸盛大運營。
2008年11月19日推出一組免費伺服器「天堂世紀」。
2011年5月31日由于合同到期，盛大即将终止Lineage （天堂）和Lineage2 （天堂II）的运营服务，轉由獲得由韩国NCsoft公司授權的腾讯游戏繼續在大陆运营《天堂》和《天堂Ⅱ》。

### 日本
日本版天堂於2009年3月3日起變更為免費制。有鎖IP，僅限日本IP可玩。

### 美國
歐美版天堂於2011年6月29日永久關閉伺服器，NCsoft正式把天堂撤出歐美地區。

## 相關
- NCsoft
- 《天堂M》
- 《天堂W》
- 《天堂II》
- 遊戲橘子
- 騰訊

## 外部連結
- 韓國天堂官方網站 （页面存档备份，存于） 
- 155天堂網站 （页面存档备份，存于） （繁體中文）
- 日本天堂官方網站 （页面存档备份，存于） （日語）
- 臺灣天堂官方網站 （页面存档备份，存于） （繁體中文）
- 香港天堂官方網站 （页面存档备份，存于） （繁體中文）
- 中國大陸天堂官方網站 （页面存档备份，存于） （简体中文）
- 天堂M中文官方網站 （页面存档备份，存于） （繁體中文）